# Arturo Colombi
Arturo Raffaello Colombi (Massa, 22 luglio 1900 – Roma, 6 dicembre 1983) è stato un politico, sindacalista e partigiano italiano, dirigente e parlamentare del Partito Comunista Italiano.

## Biografia

### Infanzia e Resistenza Italiana
A Vergato, nell'Appennino bolognese, inizia a lavorare a 11 anni come manovale in un'impresa edile. A 14 anni è segretario del circolo giovanile socialista e più tardi della Lega dei muratori di quel comune. Nel 1921 aderisce al Partito Comunista e nel maggio di quell'anno è segretario della sezione comunista di Vergato. Attivo antifascista, è arrestato con false accuse ed è tenuto in carcere per otto mesi. Dopo aggressioni e nuovi arresti emigra in Francia nel 1923. Nel 1928 è fra i delegati italiani al VI Congresso dell'Internazionale Comunista. Membro del Comitato centrale e poi membro candidato della Direzione del Partito Comunista d'Italia, rientra clandestinamente in Italia alla fine del 1931. Nel settembre 1933 è arrestato a Genova e condannato dal Tribunale Speciale Fascista a 18 anni di carcere. Liberato il 20 agosto 1943 ritorna all'attività di direzione politica nel PCI, quale segretario della Federazione di Bologna e poi di Torino. Partecipa alla lotta partigiana e nel febbraio 1945 assume la prima direzione de' l'Unità clandestina a Milano e ne sarà il primo direttore subito dopo il 25 aprile.
In questi anni conosce la moglie Nella Marcellino, compagna di partito ed attiva nell'organizzazione della Resistenza torinese.

### Dopoguerra
Nel maggio 1945 è di nuovo a Bologna come Segretario della federazione provinciale del PCI e poi segretario regionale per l'Emilia, prima di passare al medesimo incarico in Lombardia. Membro della Consulta nazionale, è Deputato alla Costituente per il PCI, eletto nel XIII Collegio (Bo-Fe-Fo-Ra). Senatore di diritto nella I legislatura.
È eletto al Senato nella II legislatura nel Collegio di Ostiglia (Lombardia). Nella III legislatura è eletto alla Camera dei deputati nella III nella XII Circoscrizione (Bo-Fe-Fo-Ra). Nella IV e VII legislatura è di nuovo eletto al Senato nel Collegio di Carpi, mentre nella V e VI legislatura è eletto nel Collegio di Modena.
Membro della Direzione Nazionale del PCI, dal V Congresso, sarà responsabile della commissione agraria del partito dal 1954 al 1969. Dal XII al XV Congresso del partito è costantemente riconfermato Presidente della Commissione centrale di controllo. Le Città di Bologna e Vergato gli hanno dedicato una via.